# Eliud Kipchoge
Eliud Kipchoge (sinh ngày 5 tháng 11 năm 1984) là một vận động viên chạy cự ly dài người Kenya, tham gia nội dung marathon và trước đó là nội dung 5000 mét. Anh đã chiến thắng nội dung marathon tại Thế vận hội vào năm 2016 và là người giữ kỉ lục marathon thế giới với thời gian 2:01:09. Kỉ lục thế giới của Kipchoge đã bỏ xa kỉ lục trước đó 30 giây cũng do chính anh lập ra, đây là sự cải thiện lớn nhất kể từ năm 1967.
Kipchoge nổi lên vào năm 2003 bằng việc giành chiến thắng trong nội dung đường đua trẻ (junior race) của IAAF World Cross Country Championships và thiết lập kỷ lục thế giới trẻ ở nội dung 5000 m trên đường đua. Ở tuổi mười tám, anh đã trở thành nhà vô địch thế giới cao cấp nội dung 5000 m tại Giải vô địch điền kinh thế giới 2003 với kỷ lục giải, sau đó tiếp nối với huy chương đồng Thế vận hội cho Kenya năm 2004 và huy chương đồng tại Giải vô địch Điền kinh trong nhà IAAF 2006. Năm lần lọt vào chung kết nội dung 5000 mét tại Giải vô địch điền kinh thế giới, Kipchoge giành huy chương bạc tại Giải vô địch điền kinh thế giới 2007, Thế vận hội Mùa hè 2008 và Đại hội thể thao Khối Thịnh vượng chung 2010.
Anh chuyển sang nội dung chạy đường trường vào năm 2012 và đạt được thành tích ra mắt nội dung bán marathon nhanh thứ hai trong lịch sử với thời gian 59 phút 25 giây. Khi ra mắt tại nội dung marathon, anh đã chiến thắng tại giải Hamburg Marathon 2013 với kỷ lục giải. Chiến thắng đầu tiên của anh tại một giải World Marathon Major tới vào giải Chicago Marathon năm 2014. Anh đã ba lần chiến thắng tại cả giải London Marathon và Berlin Marathon trong khoảng thời gian từ 2015 tới 2018. Được mô tả là "vận động viên marathon vĩ đại nhất của thời hiện đại", và "vận động viên marathon vĩ đại nhất cho đến nay", Kipchoge đã chiến thắng 11 trong 12 giải marathon anh tham gia; lần thua cuộc duy nhất của anh là trước Wilson Kipsang Kiprotich tại 2013 Berlin Marathon, nơi Kipsang phá vỡ kỉ lục thế giới.
Vào ngày 12 tháng 10 năm 2019, Kipchoge đã chạy cự ly marathon trong một đường chạy đặc biệt ở Vienna, đạt được thời gian 1:59:40. ở Ineos 1:59 Challenge. Kipchoge trở thành người đầu tiên trong lịch sử được ghi lại để chạy cự ly marathon trong vòng chưa đầy hai giờ, nhưng nỗ lực này không tạo thành kỷ lục thế giới mới do thiết lập cụ thể của thử thách, không phải là một sự kiện mở và có một xe điện sẽ chạy phía trước các runner, chiếu vạch sáng xanh xuống đường để chỉ vị trí Kipchoge cần đuổi kịp để phá rào cản 2 giờ, còn có các vận động viên khác luân phiên nhau chạy dẫn tốc trong một đội hình được thiết kế để giảm sức cản của gió và tối đa hóa hiệu quả. Bất kể những điều này, Eliud vẫn là người duy nhất trong lịch sử nhân loại đã chạy một quãng đường của một cuộc đua marathon dưới hai giờ.
Sáng ngày 8 tháng 8 năm 2021 tại Sapporo (Nhật Bản), môn điền kinh Olympic 2020 thi đấu nội dung cuối và được chờ đợi nhất: chạy marathon nam. Chiến thắng vẫn thuộc về kỷ lục gia người Kenya, Eliud Kipchoge anh kết thúc phần thi của mình với thành tích 2 giờ 08 phút 38 giây, qua đó bảo vệ thành công tấm HCV Olympic.. Eliud Kipchoge đã tái hiện hình ảnh quen thuộc cánh tay giơ lên vẫy chào khán giả khi 'một mình một ngựa' băng băng tiến về đích.

## Tiểu sử
Kipchoge sinh ngày 5 tháng 11 năm 1984 tại Kapsisiywa, Quận Nandi của Kenya. Kipchoge tốt nghiệp trường trung học Kaptel năm 1999 nhưng sau đó không hoạt động nghiêm túc. Mỗi ngày anh chạy 2 dặm Anh đến trường. Kipchoge được nuôi dưỡng bởi một người mẹ đơn thân (một giáo viên), và chỉ biết cha mình từ những bức tranh. Anh là con út trong bốn người con. Anh đã gặp huấn luyện viên của mình Patrick Sang (một cựu vận động viên Olympic ở môn trượt dốc) năm 2001 khi 16 tuổi.
Kipchoge sống với vợ và ba con ở Eldoret, Kenya.